# Anne-Jean-Marie-René Savary, duc de Rovigo

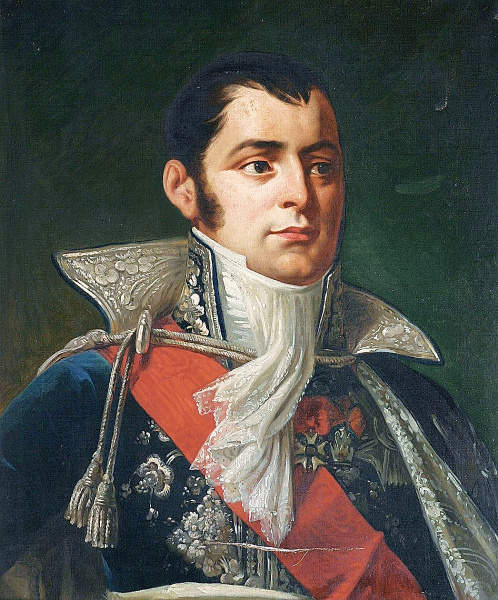
Anne Jean Marie René Savary

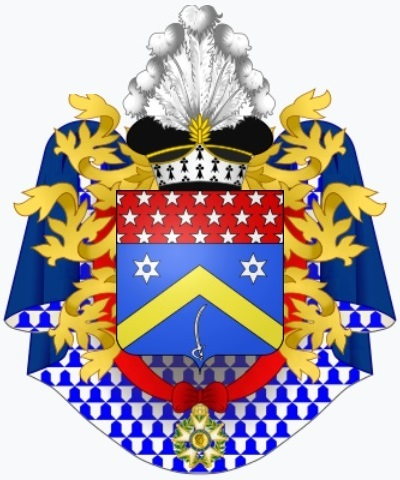
Wappen Savarys als duc de Rovigo

Anne-Jean-Marie-René Savary, duc de Rovigo, (* 26. April 1774 in Marcq, Ardennen; † 2. Juni 1833 in Paris) war ein französischer Général de division.

## Leben
Savary trat 1790 in die Armee ein und nahm als Capitaine an den Feldzügen am Rhein unter Adam-Philippe de Custine, Jean-Charles Pichegru und Jean-Victor Moreau teil. Er wurde Chef de bataillon und ging mit Louis-Charles-Antoine Desaix nach Ägypten. Nach seiner Rückkehr focht er in der Schlacht bei Marengo mit und wurde zum Kommandanten der Gendarmerie d’élite de la Garde impériale ernannt und zum Général de brigade befördert. Seit 1802 leitete er die geheime Polizei Napoléon Bonapartes und betrieb die Erschießung des Herzogs von Enghien, so dass die Verwendung des Kriegsgerichts für Begnadigung Napoleon vorher gar nicht vorgelegt werden konnte.
Nachdem er als Général de division den Schlachten bei Austerlitz und bei Jena beigewohnt, übernahm er 1807 in Warschau an Stelle von Jean Lannes Stelle den Befehl über das 5. Armeekorps, deckte nach der Schlacht bei Preußisch Eylau Warschau gegen die Russen und erfocht den Sieg von Ostrolenka (16. Februar 1807).
Nach den Schlachten bei Heilsberg und Friedland wurde er von Napoleon im napoleonischen Adel (noblesse impériale) zum Herzog von Rovigo und bald darauf zum Gouverneur von Ostpreußen ernannt. Nach dem Tilsiter Frieden ging er als Gesandter nach Sankt Petersburg. 1808 kommandierte er in Spanien. 1810 erhielt er das Polizeiministerium, welches er bis 1814 innehatte.

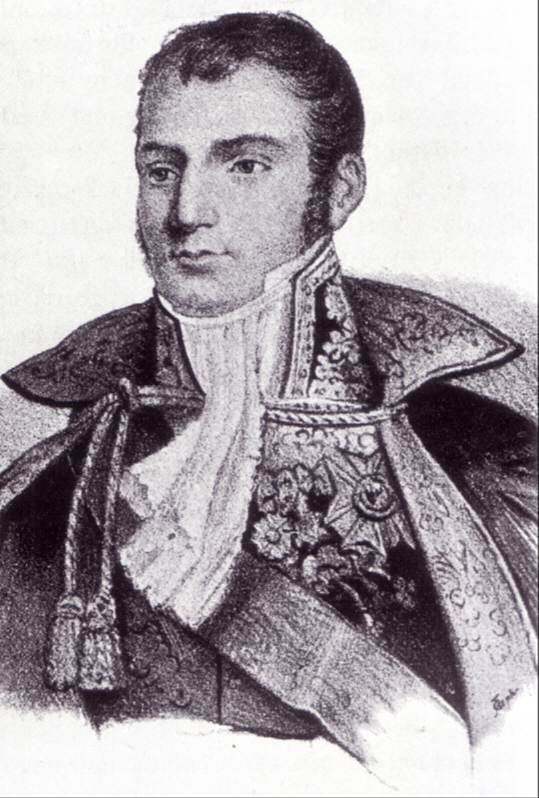
Anne Jean Marie René Savary

Nach der Rückkehr Napoleons 1815 wurde er zum Pair von Frankreich erhoben und erhielt den Oberbefehl über die Gendarmerie, wurde dann, als er Napoleon nach St. Helena begleiten wollte, auf der HMS Bellerophon gefangen genommen und nach Malta geführt, von wo er jedoch im April 1816 nach Smyrna entfloh. 1817 ging er nach Österreich, um sich von dort aus gegen das über ihn wegen der Erschießung des Herzogs von Enghien am 25. Dezember 1816 ausgesprochene Todesurteil zu verteidigen.
In Graz wurde er unter polizeiliche Aufsicht gestellt; man erlaubte ihm jedoch im Juni 1818, nach Smyrna zurückzukehren. 1819 stellte er sich zu Paris freiwillig dem Gericht, wurde freigesprochen und wieder in seine Würden eingesetzt, blieb jedoch ohne wirkliche Anstellung und begab sich 1823 nach Rom.
Ludwig Philipp vertraute ihm am 1. Dezember 1831 den Oberbefehl in Algerien an, wo er zwar Bône eroberte und mit Eifer die Kolonisation betrieb, aber durch sein gewalttätiges Verfahren solchen Unwillen erregte, dass er 1833 abberufen wurde. So ist er für das Massaker von El Ouffia verantwortlich. 1832 verlangte er Schutzgeld von den Einwohnern von Blida und Kolea in der Höhe von 200.000 Piastern. Als dieses nicht bezahlt wurde, schickte er seine Soldaten zum Plündern in die Häuser, dies war aber unergiebig, denn General Clausel hatte Blida zwei Jahre früher bereits ausgeplündert und die Bevölkerung massakriert.
Anne Jean Marie Savary starb am 2. Juni 1833 in Paris.

## Ehrungen
Sein Name ist am Triumphbogen in Paris in der 14. Spalte (SAVARY) eingetragen.

## Schriften
- Mémoires pour servir à l’histoire de l’Empereur Napoléon. A. Bossange, Paris 1828